# José Queraltó (obraz Francisca Goi)
José Queraltó – obraz olejny hiszpańskiego malarza Francisca Goi (1746–1828) znajdujący się w kolekcji Nowej Pinakoteki w Monachium. 

## Okoliczności powstania
José Queraltó (1746–1805) pochodził z Katalonii, był chirurgiem wojskowym i pisarzem. W 1776 roku służąc w jednostce marynarki wojennej popłynął do Wicekrólestwa La Platy. W Buenos Aires otrzymał stanowisko lekarza marynarki i został dyrektorem Szpitala Wojskowego Santa Catalina. Po powrocie do Hiszpanii poświęcił się nauczaniu, w 1790 objął katedrę medycyny w Real Colegio de Medicina y Cirugía de San Carlos w Madrycie. W 1792 pracował jako chirurg na dworze królewskim (cirujano de camara). Kiedy zaczęły się starcia z armią rewolucyjnej Francji, brał udział w organizacji pomocy i innych sprawach związanych z medycyną wojskową. W 1793 roku był dyrektorem szpitali Navarry i Guipúzcoa. W 1800 roku został oddelegowany do zbadania epidemii, która wybuchła w Andaluzji. Następnie został lekarzem wojskowym Starej Kastlylii i Ekstremadury. Zmarł w Madrycie w 1805 roku, obraz powstał trzy lata przed jego śmiercią – w 1802 roku. Historyk sztuki August L. Mayer omyłkowo podał 1809 rok jako datę powstania w swoim katalogu z 1925 roku, przez co portret został uznany za pośmiertny. Goya pisał cyfry 2 i 9 w zbliżony sposób, co spowodowało podobną pomyłkę przy datowaniu portretu Sebastiána Martíneza. Błąd powielony w późniejszych publikacjach został skorygowany przez Joségo Gudiola.
Możliwe, że Goya był pacjentem Queralta, a dość osobisty portret powstał w podziękowaniu za leczenie. Mogli spotkać się na królewskim dworze, gdzie byli zatrudnieni lub w Andaluzji, dokąd obaj podróżowali ok. 1800 roku. Obraz mógł też powstać na zlecenie króla.

## Opis obrazu
Queraltó został przedstawiony na ciemnym, neutralnym tle. Siedzi w typowym dla epoki fotelu w stylu Karola IV, który jest jedynym punktem odniesienia w przestrzeni. Ma na sobie czarny mundur lekarza marynarki wojennej, który niemal zlewa się z tłem, wyróżniają się jedynie jaskrawo czerwone mankiety i kołnierz. W lewej ręce trzyma kartkę papieru z inskrypcją D.n Josef Queralto/Por Goya/1802. Prawa dłoń jest ukryta w połach munduru. Sposób przedstawienia postaci i niektóre elementy portretu, takie jak trudne do malowania ręce, znacznie wpływały na cenę obrazu. Z tego powodu na licznych portretach pędzla Goi ręce modeli są ukryte w połach kamizelki, za plecami modela, lub w inny sposób.
Goya skupił się na ukazaniu Queralta jako uczonego, lekarza i wojskowego. Siwe włosy podkreślają wiek i doświadczenie, a twarz modela wyraża pogodę ducha, elegancję i pewność siebie. Pociągnięcia pędzla na ubraniu są szybkie i zdecydowane, w przeciwieństwie do twarzy, którą Goya modelował w precyzyjny sposób. Wyróżniają się odcienie czerwieni, srebra i bieli na mundurze.

## Proweniencja
Obraz należał do rodziny Joségo Queralta w Madrycie do 1900 roku. Następnie należał do różnych kolekcji prywatnych: Juliusa Böhlera w Monachium; Jamesa Simona w Berlinie i Karla Haberstocka w Berlinie. W 1925 został nabyty przez Starą Pinakotekę i jest eksponowany w Nowej Pinakotece w Monachium.